# Wapen van De Ommedijck
Het Wapen van De Ommedijck is het wapen van Nederlands waterschap De Ommedijck.

## Oorsprong
In het wapen kunnen de ringvaarten en de dijk zelf gezien worden. De schuinbalk is De Ommedijck zelf.
De zoom is aan de buitenkant blauw en aan de binnenkant geel, waar kan men de ringvaart in kan zien.
In het wapen zitten plompebladeren en klaverbladeren, die uit het Wapen van Zoetermeer en het Wapen van Zoeterwoude, de gemeenten waar het waterschap voor het grootste deel in lag, komen.